# 覺醒 (電視劇)
《覺醒》（韓語：강성）是韓國SBS電視台預計於2026年下半年播出的電視劇，由《7人的逃脫》、《7人的復活》的吳俊赫導演執導，李浚赫與吳藝珠主演。

## 劇情概要
該劇講述一名轉學到大峙洞的高中女學生，為了提升成績而服用了覺醒劑後，聽見死者聲音的故事。

## 演員陣容

### 主要人物
| 演員   | 角色     | 介紹                                               |
| ------ | -------- | -------------------------------------------------- |
| 李浚赫 | 安東尼奧 | 秘密身份是驅魔祭司，同時是學校牧靈室新上任的神父。 |
| 吳藝珠 | 孔河朗   | 轉學到大峙洞的學生，在服藥後能聽見亡者的聲音。     |

## 外部連結
- Daum上《覺醒》的資料